# Karl Korsch

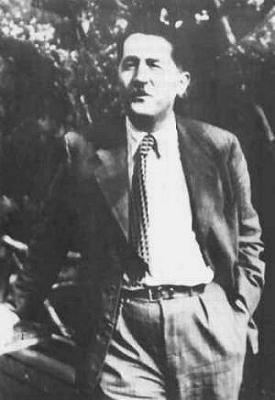
Karl Korsch

Karl Korsch (* 15. August 1886 in Tostedt in der Lüneburger Heide; † 21. Oktober 1961 in Belmont, Massachusetts, Vereinigte Staaten) war ein deutsch-amerikanischer Philosoph, Jurist, Politiker, Landtags- und Reichstagsabgeordneter, Minister und Hochschullehrer. Er gilt neben Georg Lukács, Ernst Bloch und Antonio Gramsci als bedeutendster Erneuerer einer marxistischen Philosophie und Theorie in der ersten Hälfte des 20. Jahrhunderts.

## Leben und Wirken

### Familie
Karl Korsch war ein Sohn des Stadtschreibers Carl Korsch und dessen Ehefrau Therese, geborene Raikowski, beide evangelisch-lutherisch geprägt. Karl hatte fünf Geschwister, einen Bruder und vier Schwestern. Die Familie des Vaters bewirtschaftete seit mehreren Generationen einen Gutshof im westpreußischen Friedland. Das Ehepaar übersiedelte nach der Heirat nach Tostedt, Kreis Harburg, Preußen, und von dort später ins fränkisch geprägte thüringische Meiningen, wo der Vater als Bankbeamter arbeitete und zuletzt als Bankdirektor fungierte.
Karl Korsch heiratete 1913 die römisch-katholische Hedwig Francisca Luisa Gagliardi (Hedda, * 20. August 1890 in Schöneberg, Landkreis Teltow, Preußen; † 11. Juli 1982 in Fort Lee, Bergen County, New Jersey, USA), die er in Jena kennengelernt hatte. Aus dieser Ehe gingen zwei Töchter hervor, Sybille (1915–1996, verh. Escalona), genannt „Billchen“, und Barbara Maria (* 30. März 1921; † 26. März 2017 in Santa Monica, Kalifornien, USA). Hedda Korschs evangelisch-lutherische Mutter Marie Pauline Adelheid Gagliardi (* 2. April 1858 in Berlin; † 10. August 1928 in Berlin-Charlottenburg), geb. Dohm, war eine Tochter des Redakteurs, Schriftstellers und Übersetzers Friedrich Wilhelm Ernst Dohm (geboren als Elias Levy) und dessen Ehefrau, der Frauenrechtlerin Hedwig Dohm. Hedda Korschs römisch-katholischer Vater Ernesto Francesco Antonio Gagliardi (* 14. April 1854 in Chieri, Piemont, Italien; † 9. Juli 1933 in Berlin) war Journalist bzw. Redakteur und firmierte später als Schriftsteller.

### Schule und Studium

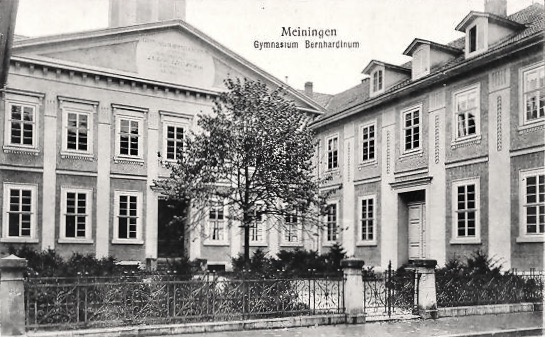
Das Gymnasium Bernhardinum in Meiningen besuchte er von 1898 bis zum Abitur 1906

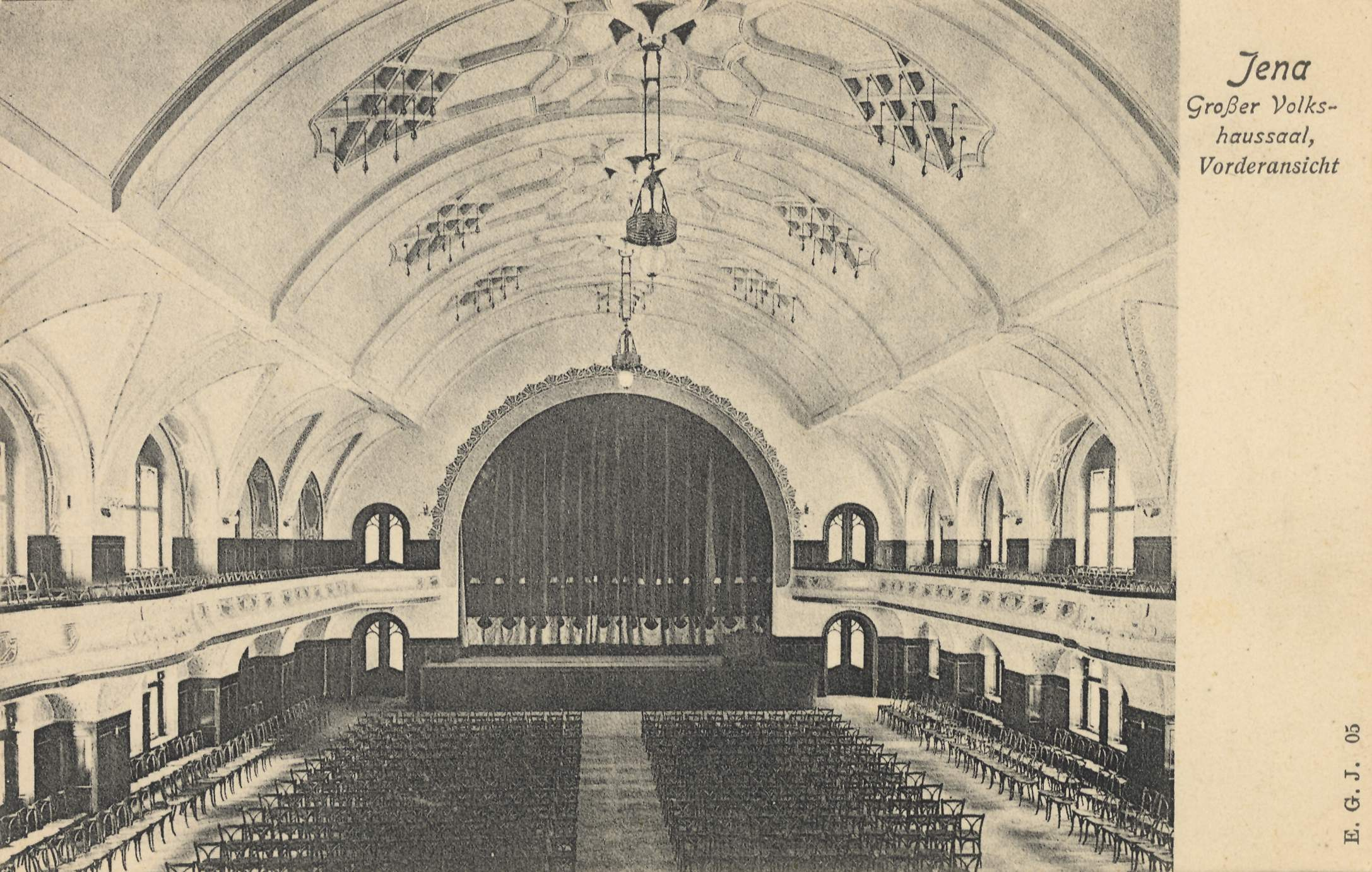
Während seiner Studienzeit besuchte Karl Korsch regelmäßig Versammlungen im Volkshaus Jena

Karl Korsch besuchte zunächst in seinem Geburtsort die Volksschule. Nachdem die Familie nach Obermaßfeld umgezogen war, besuchte Karl Korsch ab 1898 das Gymnasium Bernhardinum in Meiningen, wo er 1906 das Reifezeugnis erhielt. Neben der Schullektüre studierte Karl Korsch philosophische Werke, wozu ihn sein Vater ermutigt hatte. Im Unterschied zu diesem, einem Leibnizianer, betrachtete sich der Sohn zu dieser Zeit als Kantianer.
Von 1906 bis 1909 studierte Karl Korsch Rechtswissenschaften, Nationalökonomie und Philosophie an der Ludwig-Maximilians-Universität zu München, an der Universität Genf, an der Friedrich-Wilhelms-Universität zu Berlin und an der Sächsischen Gesamtuniversität zu Jena.
In Jena begründete er im Sommersemester 1908 zusammen mit Julius Frankenberger die Freistudentenschaft (auch: Finkenschaft, Wildenschaft) neu. Er gilt als eine der führenden Persönlichkeiten innerhalb der freistudentischen Bewegung, die sich gegen die Korporierten stellte und somit frei jeglicher Korporation darstellte. Dabei ging es auch um studentischen Widerstand gegen eine sich abzeichnende Fokussierung des Studiums auf reine Qualifizierung für spezifische Berufsbilder. Dabei unterhielt er beispielsweise enge Kontakte zu Rudolf Carnap, Hans Reichenbach und Karl Wittfogel.
Als Redakteur fungierte Karl Korsch bei der Jenaer Hochschulzeitung, in der er mit zahlreichen Beiträgen durch marxistische Argumentation eine explizit politische Linie vertrat. Daneben suchte er Versammlungen im Volkshaus Jena auf.
Nach seinem ersten juristischen Staatsexamen absolvierte Karl Korsch von 1909 bis 1910 ein Referendariat in Meiningen. Danach promovierte er 1910 bei Heinrich Gerland an der Sächsischen Gesamtuniversität zu Jena mit einer Dissertation über Die Anwendung der Beweislastregeln im Zivilprozeß und das qualifizierte Geständnis zum Doctor iuris (Dr. iur.).
Im Januar 1912 zog Karl Korsch auf Empfehlung der Jenaer Sächsischen Gesamtuniversität nach London, um dort juristische, ökonomische und politische Studien zu betreiben, und arbeitete als wissenschaftlicher Assistent bei Maximilian Joseph Ernst Schuster (* 7. Juli 1850 in Frankfurt am Main; † 10. Dezember 1924 in London). Während dieser Zeit wurde er Mitglied der sozialistischen Fabian Society.

### Militärzeit

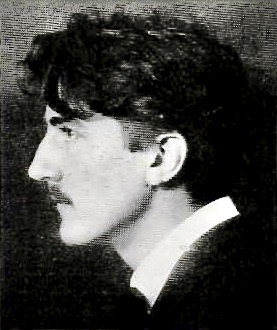
Karl Korsch, um 1914

1910/1911 leistete Korsch in Meiningen beim 2. Thüringischen Infanterie-Regiment Nr. 32 seinen Wehrdienst ab. Nach dem Ausbruch des Ersten Weltkrieges im August 1914 kehrte Korsch nach Deutschland zurück und meldete sich als Kriegsfreiwilliger. Vom 1. August 1914 bis zum 1. Dezember 1918 war er an der Front. Im August 1914 wurde er nach pazifistischen Äußerungen vom Offiziersrang Leutnant der Reserve zum Unteroffiziersrang eines Vizefeldwebels degradiert. Er wurde zweimal schwer verwundet, mit dem Eisernen Kreuz I. Klasse ausgezeichnet und bis zum Oberleutnant befördert. Zum Ende des Krieges radikalisierte sich Korsch zunehmend zum überzeugten Sozialisten und Kriegsgegner.

### Novemberrevolution
1918 gehörte Korsch zu den Mitbegründern des Arbeiter- und Soldatenrats in Meiningen. 1919 war er zeitweise Mitglied der Sozialisierungskommission für den Kohlenbergbau in Berlin, schloss sich im Juni desselben Jahres der Unabhängigen Sozialdemokratischen Partei Deutschlands (USPD) an und gehörte dort zu deren linken Flügel, der sich auf dem Parteitag in Halle 1920 für den Zusammenschluss mit der KPD aussprach. Er vertrat dabei eine leninistische Linie und wurde für die KPD insbesondere propagandistisch aktiv.

### Berufliches Wirken

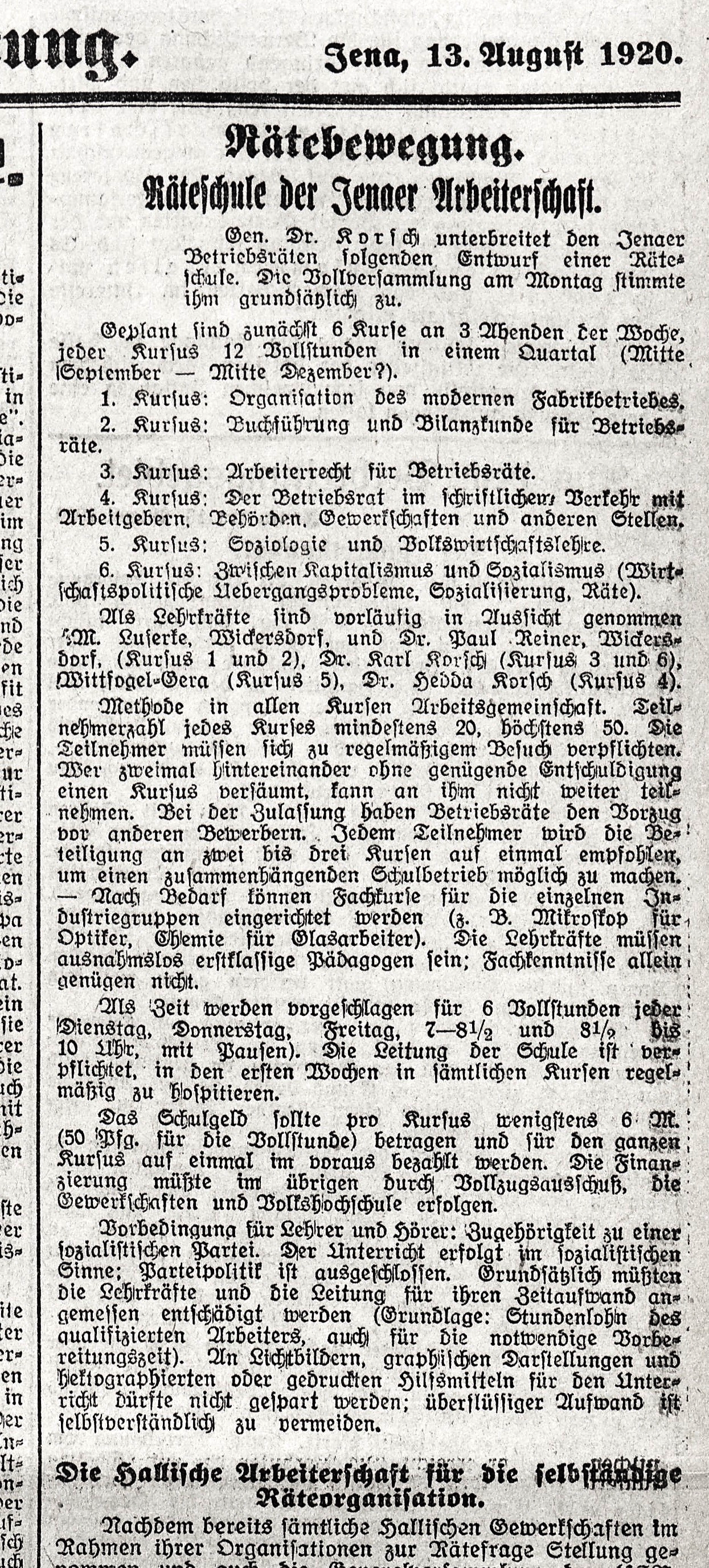
Neue Zeitung (Jena), 2. Jg., Nr. 177, 13. August 1920, Beilage, S. 1

Im Jahr 1919 habilitierte sich Korsch an der juristischen Fakultät in Jena. Seine im Oktober 1919 eingereichte Habilitationsschrift über Recht und Rechtsschutz im englischen Zivilprozeß ist nicht erhalten, lediglich die beiden Habilitationsgutachten. In Jena lehrte er zunächst als Privatdozent. Ende August 1923 wurde er gegen den Willen von Fakultät und Universitätsleitung zunächst zum außerordentlichen, ab 1. Oktober dann zum persönlichen ordentlichen Professor für Zivil-, Prozess- und Arbeitsrecht berufen.
Zusammen mit seiner Ehefrau, Martin Luserke, Paul Reiner und Karl August Wittfogel war Karl Korsch 1920 als Lehrer einer Räteschule der Jenaer Arbeiterschaft vorgesehen. Lehrer und Kursteilnehmer mussten einer sozialistischen Partei angehören (siehe Zeitungsartikel rechts). Im Mai des Jahres 1923 nahm er an der Marxistischen Arbeitswoche teil, als deren geistiger Urheber er gelten kann.
Vom 16. Oktober bis zum 12. November 1923 war Korsch Staatsminister für Justiz im thüringischen Regierungskabinett Frölich II, einer Koalition aus SPD und KPD (siehe auch: Deutscher Oktober), bis die KPD-Minister durch ihren Rücktritt der durch Notverordnung von Reichspräsident Friedrich Ebert drohenden Reichsexekution zuvorkamen. Zu seinen Mitarbeitern zählte Paul Reiner. Nach der militärischen Besetzung Thüringens musste Korsch zeitweise untertauchen, weil er zur Bildung proletarischer Hundertschaften aufgerufen hatte.
Im Februar 1924 wurde Korsch in den Thüringer Landtag gewählt, im Juli rückte er in den Reichstag nach, gab daraufhin sein Landtagsmandat auf und wurde auch bei den Reichstagswahlen im Dezember 1924 wiedergewählt. Im Mai 1924 übernahm er die Funktion des Herausgebers des theoretischen KPD-Periodikums Die Internationale und nahm im Sommer 1924 am 5. Weltkongress der Komintern in Moskau teil.
Der Versuch Korschs, im Mai 1924 in Jena eine Antrittsvorlesung zu halten und an die Universität zurückzukehren, scheiterte. Die neue Landesregierung, eine Koalition aus DVP, DNVP und Thüringer Landbund, verweigerte ihm die Ausübung seines Lehrauftrages, beließ ihm aber Rechte und Titel eines ordentlichen Professors. Im August 1925 entschied eine Kammer in zweiter Instanz zu seinen Gunsten gegen das Land Thüringen, das ihm 1924 seine Professur entzogen hatte, so dass er wieder in seine Rechte eingesetzt werden musste.
Am 30. April 1926 wurde Korsch aus der KPD ausgeschlossen. In Berlin formte sich um Korsch ein Zirkel, an dem u. a. Bertolt Brecht, Alfred Döblin und Susanne Leonhard teilnahmen, der über die kommunistische Theorie diskutierte. Korsch unterhielt zudem eine Verbindung zur oppositionellen Gruppe Sapronow-Smirnow innerhalb der KPdSU (siehe auch: Erklärung der 46).
Durch das nach der Machtergreifung der Nationalsozialisten im April 1933 erlassene Gesetz zur Wiederherstellung des Berufsbeamtentums wurde Korsch entlassen.

### Theoretiker der unabhängigen Linken
1925 begann Korsch zunehmend die Stalinisierung von Komintern und KPD zu kritisieren und zog sich aus der Redaktion der Internationale zurück; ab Herbst 1925 begannen Versuche, die ultralinke Opposition in der KPD zu sammeln, die in der Gründung der KPD-internen Fraktion Entschiedene Linke im Januar 1926 und der Monatszeitschrift Kommunistische Politik im Februar 1926 mündeten. Am 3. Mai des Jahres erfolgte daraufhin der Parteiausschluss. Gemeinsam mit den beiden ebenfalls ausgeschlossenen Kommunisten Ernst Schwarz und Heinrich Schlagewerth formierte Korsch im Reichstag die Gruppe Internationaler Kommunisten und schloss sich im November 1926 der Gruppe der Linken Kommunisten im Reichstag an, dort arbeitete er unter anderem mit dem ebenfalls ausgeschlossenen Abgeordneten Werner Scholem zusammen. Auf internationaler Ebene unterhielt Korsch Kontakte zu anderen linken Kritikern des Stalinismus wie Amadeo Bordiga in Italien und Timofej Sapronow in der Sowjetunion. 1927 kritisierte er als einziger Redner im Reichstag den deutsch-sowjetischen Handelsvertrag.
Unter anderem wegen Korschs Unterstützung der Erklärung der 700, eines Aufrufes der gemäßigteren KPD-Linken, kam es zur Trennung von Ernst Schwarz und der Einstellung der Zeitschrift. In der Folge agierte die Korsch-Gruppe bis 1933 eher als lockerer Zusammenschluss von Zirkeln; Kontakte wurden dabei unter anderem zur SPD-Linken, zum Leninbund, zur KAPD und zur Widerstandsbewegung Rote Kämpfer gepflegt. Angestrebt wurde eine intensivere Zusammenarbeit der Linken.
Eine enge Zusammenarbeit gab es zeitweise auch mit einer linken unabhängigen Gewerkschaft, dem Deutschen Industrie-Verband (DIV), für den Korsch Vorträge und Kurse vor allem zu arbeitsrechtlichen Themen veranstaltete und für dessen Zeitung Kampf-Front er mehrere Artikel verfasste.
Ab 1931 schrieb und diskutierte er auch regelmäßig in der von Franz Jung und Harro Schulze-Boysen herausgegebenen Zeitschrift Der Gegner.
Korsch widmete sich in diesen Jahren intensiven theoretischen Studien und Diskussionen. Er diskutierte mit Alfred Döblin, Isaak Steinberg sowie auch mit Erich Mühsam, Augustin Souchy und anderen und war 1931 als Gast auf dem Kongress der anarchosyndikalistischen CNT in Madrid zugegen.

### Exil und letzte Lebensjahre
1933 nach dem Machtantritt der NSDAP tauchte Korsch zunächst unter, emigrierte im Herbst des Jahres dann nach Dänemark, danach nach Großbritannien und schließlich 1936 in die USA. Im Exil arbeitete er mit Bertolt Brecht, Mitgliedern der SAPD und rätekommunistischen Gruppen wie dem Kreis um Paul Mattick in den USA zusammen, daneben widmete er sich intensiven theoretischen Studien (beispielsweise über Karl Marx, Michail Bakunin und soziologische Themen). 1935 wurde Korsch von der KPD als „trotzkistischer Hitleragent“ verleumdet. In den USA erhielt Korsch mehrere Lehr- und Forschungsaufträge und Gastprofessuren an Universitäten, unter anderem am Washington State College in Pullmann und an der Tulane University in New Orleans, aber viele seiner Bewerbungen für Lehrstühle wurden aus politischen Gründen abgelehnt. Ab 1956 machte sich bei Korsch eine schwere Erkrankung (Zersetzung von Hirnzellen) bemerkbar, seine letzten vier Lebensjahre musste er in Krankenhäusern und Sanatorien verbringen. Er starb 1961.

## Theoretische Ansätze und Wirkung
Als Rechtsprofessor, der kaum lehren durfte, war er Sozialphilosoph, mit einem engagierten Zwischenspiel Politiker und Parlamentarier. Er war 1923 Mitbegründer des Instituts für Sozialforschung in Frankfurt am Main. Dabei nahm er im Unterschied zur Kritischen Theorie stärker eine Vermittlerrolle zwischen dem Wissenschaftsanspruch des Positivismus und der sozialistischen Theorie und Praxis der materialistischen Dialektik nach Karl Marx ein.
In der 1923 erschienenen Schrift Marxismus und Philosophie, die neben Georg Lukács’ Geschichte und Klassenbewußtsein zu den bedeutendsten Schriften des kritischen Marxismus zählt, wendet Korsch zum ersten Mal die materialistische Geschichtsauffassung auf den Marxismus selbst an und untersucht die Frage, warum die deutsche Sozialdemokratie der 2. Internationale in der Revolution von 1918 so „versagt“ habe. Zunächst als Aktualisierung der Marxschen Theorie im Sinne der Leninschen Schrift Staat und Revolution intendiert, enthält Marxismus und Philosophie schon die Elemente für die fundamentale Kritik des Leninismus in der zweiten Auflage 1930. 1932 erschien eine von Karl Korsch bearbeitete Ausgabe von Marx’ Das Kapital.
Bertolt Brecht betrachtete Karl Korsch als seinen Lehrer in Sachen Marxismus. Weitere wichtige Schüler von Karl Korsch waren Kurt Mandelbaum, Kurt Brandis, Heinz Langerhans und Erich Gerlach. Eine bedeutende Rolle spielten die Ideen von Karl Korsch in der theoretischen Debatte des SDS in den frühen und mittleren 1960er Jahren.
Seit 1978 wird im Auftrag des Internationalen Instituts für Sozialgeschichte (IISG) in Amsterdam und des Instituts für Politische Wissenschaft der Universität Hannover von Michael Buckmiller unter Mitarbeit von Götz Langkau und Jürgen Seifert die Korsch-Gesamtausgabe im Offizin-Verlag in Hannover herausgegeben. Dort sind von 1980 bis 2016 insgesamt neun Bände erschienen.

## Werke (Auswahl)
- Arbeitsrecht für Betriebsräte. Das Betriebsrätegesetz vom 4. Februar 1922. Franke, Berlin 1922
- Kernpunkte der materialistischen Geschichtsauffassung. Eine quellenmäßige Darstellung. Viva, Leipzig, 1922. Reprint Hamburg 1971
- Marxismus und Philosophie. C. L. Hirschfeld, Leipzig 1923. (Hrsg. von Erich Gerlach. Europäische Verlagsanstalt, Frankfurt am Main 1966)
- Karl Marx. Hrsg. von Götz Langkau. Europäische Verlagsanstalt, Frankfurt am Main 1967
- Schriften zur Sozialisierung. Europäische Verlagsanstalt, Frankfurt am Main 1969
- Die materialistische Geschichtsauffassung und andere Schriften. Europäische Verlagsanstalt, Frankfurt am Main 1971
- Revolutionärer Klassenkampf. Diktatur des Proletariats und die Staatstheorie bei Marx, Engels, Lenin. Kollektivverlag, Berlin 1972
- Kommentare zur Deutschen "Revolution" und ihrer Niederlage. Prolit, Gießen 1972
- Gesamtausgabe. Band 1: Recht, Geist und Kultur. Europäische Verlagsanstalt, Frankfurt am Main 1980
- Gesamtausgabe. Band 2: Rätebewegung und Klassenkampf. Europäische Verlagsanstalt, Frankfurt am Main 1980. ISBN 3-434-00452-1.
- Gesamtausgabe. Band 3: Marxismus und Philosophie. Stichting beheer IISG, Amsterdam 1993. ISBN 90-6861-079-1
- Gesamtausgabe. Band 4: Kommunistische Politik. Stichting beheer IISG, Amsterdam 1994
- Gesamtausgabe. Band 5: Krise des Marxismus. Schriften 1928–1945. Stichting beheer IISG, Amsterdam 1996, ISBN 90-6861-084-8
- Gesamtausgabe. Band 6: Karl Marx. Stichting beheer IISG, Amsterdam
- Gesamtausgabe. Band 7: Marxism, State and Counterrevolution 1938–1956. Stichting beheer IISG, Amsterdam
- Gesamtausgabe. Band 8: Briefe 1908-1958. Stichting beheer IISG, Amsterdam 2001